# Episodi di Sulle tracce del crimine (seconda stagione)
| nº | Titolo originale             | Titolo italiano                        | Prima TV Francia  | Prima TV Italia |
| -- | ---------------------------- | -------------------------------------- | ----------------- | --------------- |
| 1  | Camping                      | Camping                                | 6 settembre 2007  | 30 giugno 2011  |
| 2  | Apparences                   | Apparenze                              | 6 settembre 2007  | 30 giugno 2011  |
| 3  | L'inconnu du Pont d'Aquitene | Lo sconosciuto del Ponte della Garonne | 13 settembre 2007 | 7 luglio 2011   |
| 4  | Ante mortem                  | Ossessione mortale                     | 13 settembre 2007 | 7 luglio 2011   |
| 5  | Connexion dangereuse         | Connessione pericolosa                 | 20 settembre 2007 | 14 luglio 2011  |
| 6  | Etoile filante               | Stella filante                         | 20 settembre 2007 | 21 luglio 2011  |
| 7  | Vents contraire              | Vento contrario                        | 27 settembre 2007 | 14 luglio 2011  |
| 8  | Corps a corps                | Corpo a corpo                          | 27 settembre 2007 | 28 luglio 2011  |

RAI 3 il 14 luglio ha trasmesso prima l'episodio 7 e poi l'episodio 5. La settimana successiva (il 21 luglio) ha trasmesso l'episodio 9 della terza stagione al posto dell'ottavo della seconda, mentre l'episodio 8 è stato trasmesso il 28 luglio preceduto dall'ultimo della terza stagione.

## Camping
- Titolo originale: Camping
- Diretto da:
- Scritto da:

### Trama
- Guest star:

## Apparenze
- Titolo originale: Apparences
- Diretto da:
- Scritto da:

### Trama
- Guest star:

## Lo sconosciuto del Ponte della Garonne
- Titolo originale: L'inconnu du Pont d'Aquitene
- Diretto da:
- Scritto da: Pierre-Yves Pruvost, Dominique Lancelot

### Trama
- Guest star: Christine Mulot, Catherine Marchal, Charles Ardillon, Sophie Michard.

## Ossessione mortale
- Titolo originale: Ante mortem
- Diretto da:
- Scritto da: Marie-Pierre Thomas, Marc-Antoine Laurent, Dominique Lancelot

### Trama
- Guest star: Pascal Demolon, Nicolas Navazo

## Connessione pericolosa
- Titolo originale: Connexion dangereuse
- Diretto da:
- Scritto da: Jean-Michel Jouanteguy, Dominique Lancelot

### Trama
- Guest star: Florence Maury, Serge Gisquiere

## Stella filante
- Titolo originale: Etoile filante
- Diretto da:
- Scritto da: Stephane Keller, Helene Couturier, Dominique Lancelot, Sophie Baren

### Trama
- Guest star: Jeremy Seroussi, Betty Bomonde, Claudine Barjol

## Vento contrario
- Titolo originale: Vents contraire
- Diretto da:
- Scritto da: Solen Roy-Pagenault, Jean-Marie Chavent, Dominique Lancelot

### Trama
- Guest star: Ann Gisel Glass, Cris Campion

## Corpo a corpo
- Titolo originale: Corps a corps
- Diretto da:
- Scritto da: Sylvie Chanteux, Benjamin Dupas, Dominique Lancelot, Sophie Baren

### Trama
- Guest star: Stephane Boutet, Jean-Pascal Lacoste